# Bobrowice
Bobrowice (deutsch Bobersberg) ist ein Ort im Powiat Krośnieński der Woiwodschaft Lebus in Polen. Er hat etwa 960 Einwohner und ist Sitz der gleichnamigen Landgemeinde mit 3161 Einwohnern (Stand 31. Dezember 2020).

## Geographische Lage
Der Ort liegt im Zentralosten der Woiwodschaft Lebus am linken Ufer des Flusses Bober. 13 Kilometer nördlich verläuft die Landesstraße 32, die zum Grenzübergang Guben (35 Kilometer) oder zur Woiwodschafts-Hauptstadt Zielona Góra (Grünberg, 55 Kilometer) führt. Der Bober fließt hier durch ein Tal, das westlich bis zu 100 Meter aufsteigt, und mündet nach etwa 20 Kilometern in die Oder. In der näheren Umgebung liegen mehrere Seen, die zum Lebuser Seeland (2005 Europas Landschaft des Jahres) gehören.

## Geschichte
Das heutige Bobrowice geht auf eine mittelalterliche slawische Siedlung zurück, die vermutlich Mitte des 9. Jahrhunderts entstand. Als Teil des Herzogtums Crossen (Krosno Odrzańskie) gehörte Bobrowice bis 1163 zum Königreich Polen. Nach dem Tod Władysław II. wurde es Schlesien zugeschlagen. Die Stadt entwickelte sich schließlich aus einer Freiheit um die Burg Bobersberg, die von schlesischen Piasten errichtet worden war. Aus Geldmangel wurde der Burgflecken in der Folgezeit mehrfach an die Markgrafen von Brandenburg verpfändet. Im Jahre 1329 wurde Bobersberg als Ort im Herzogtum Sagan urkundlich aufgeführt, womit es zu diesem Zeitpunkt zum Königreich Böhmen gehörte. Im Jahre 1486 gelangte der Ort mit Crossen durch Vererbung wieder an die Mark Brandenburg. Noch im 17. Jahrhundert wurde in Bobersberg auch Sorbisch gesprochen.
Bis 1945 gehörte Bobersberg zum Landkreis Crossen im Regierungsbezirk Frankfurt.
Gegen Ende des Zweiten Weltkriegs wurde die Stadt im Frühjahr 1945 von der Roten Armee besetzt. Nach Kriegsende wurde sie unter polnische Verwaltung gestellt. In der Folgezeit wurde die einheimische Bevölkerung vertrieben und durch Polen ersetzt.

## Wirtschaft
Von überregionaler Bedeutung war Bobrowice im späten Mittelalter und in der Neuzeit als Töpferort. Die bis ins 19. Jahrhundert dort hergestellte Bobersberger Keramik bestand im Wesentlichen aus Gebrauchsgeschirr, wie Schüsseln und Krüge aus glasierter Irdenware. Die Töpferwaren wurden vor allem nach Osten bis nach Russland verhandelt. Da sie über Stettin umgeschlagen wurden, gelangte die Bobersberger Keramik zusammen mit ähnlichen Erzeugnissen aus anderen pommerschen Töpferorten als Stettiner Ware in den Fernhandel.
Bekannte Bobersberger Töpfer waren die Brüder Carl und Ernst Teichert. Die Begründer der Meißener Teichert-Werke waren als Waisenkinder zu einer Bobersberger Töpferfamilie gekommen, wo sie zu Töpfermeistern ausgebildet wurden.

## Kirchengeschichte

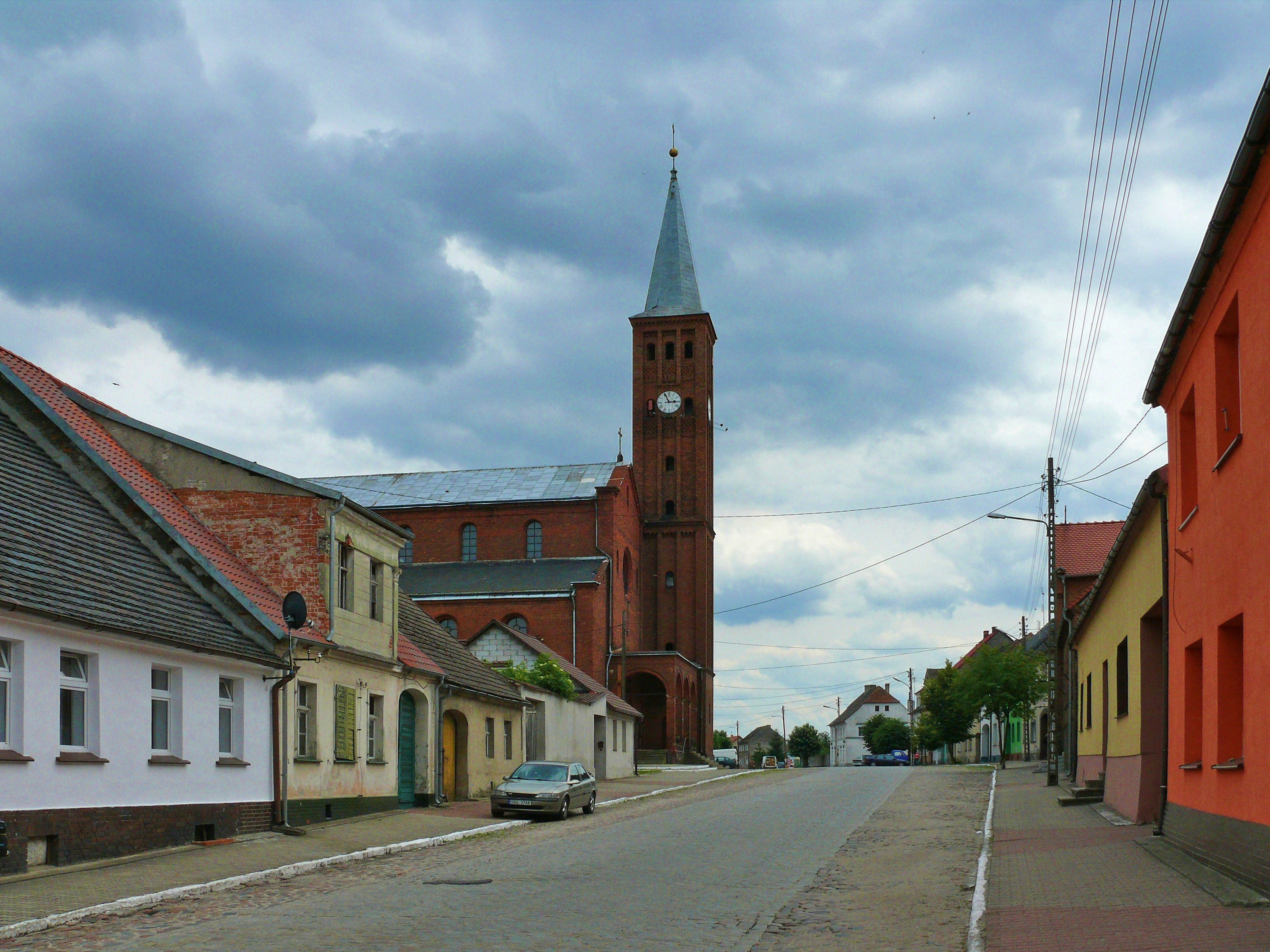
Pfarrkirche von Bobrowice

Die Pfarrkirche von Bobrowice geht auf ein mittelalterliches Bauwerk zurück, dessen Gründungsdatum unbekannt ist. Dieser einschiffige Backsteinbau mit einem vorgelagerten Westturm wurde durch mehrere Schadfeuer so stark beschädigt, dass er 1851 abgerissen werden musste. 1853 bis 1856 erfolgte der Neubau des heutigen Gebäudes nach Entwürfen von Friedrich August Stüler.
Die 1857 eingebaute Orgel stammt vom Crossener Orgelbauer Schulz.
Bis ins 17. Jahrhundert wurde in Bobersberg auch in slawischer (ostniedersorbischer) Sprache gepredigt.

## Bevölkerungsentwicklung
| 1750 | 1800 | 1840 | 1910 | 1939 | 2005 |
| 690  | 980  | 1485 | 1168 | 1122 | 960  |
| ---- | ---- | ---- | ---- | ---- | ---- |

## Gemeinde
Zur Landgemeinde (gmina wiejska) Bobrowice gehören das Dorf selbst und 22 weitere Dörfer und Ortschaften.

## Persönlichkeiten
- Alexander von Jutrzenka (1816–1894), in Bobersberg geborener, mährisch-schlesischer Unternehmer
- Leo Girndt (1834–1913), Jurist und Politiker, Oberbürgermeister von Königshütte
- Rudolf Nehmer (1912–1983), Maler und Graphiker
- Johannes Helm (Psychologe), wuchs in Bobersberg auf
- Ingrid Wessel (* 1942), Historikerin und Südostasienwissenschaftlerin